# (48472) Mössbauer
Pour les articles homonymes, voir Mössbauer.
(48472) Mossbauer, de désignation internationale (48472) Mössbauer, est un astéroïde de la ceinture principale.

## Description
(48472) Mossbauer est un astéroïde de la ceinture principale. Il fut découvert le 2 octobre 1991 à Tautenburg par Freimut Börngen et Lutz Dieter Schmadel. Il présente une orbite caractérisée par un demi-grand axe de 2,32 UA, une excentricité de 0,06 et une inclinaison de 5,3° par rapport à l'écliptique.

## Compléments